# Ахмад I (ширваншах)
Ахмад I (д/н — 981) — 8-й ширваншах в 956—981 роках, лайзаншах. Вів запеклі війни з Дербентським еміратом та Державою Саларідів.

## Життєпис
Походив з лайзанської гілки династії Маз'ядидів. Син ширваншаха Мухаммада III. Можливо, 944 року брав участь в обороні держави під час нападу русів. 948 року стає намісником Лайзану.
Після смерті батька 956 року успадкував трон. Невдовзі наказав стратити візира Ібн ал-Марагі, якого підозрював у змові. Його брат Хайсам, майсум Табасарану, висунув претензії на трон ширваншаху. Спочатку здійснював набіги на Ширван з Лакзу. Втім згодом Ахмад I завдав Хайсаму низку поразок. Той втік до Саларідів. 957 року відновив незалежність від Держави Саларідів.
У 965—968 роках надав було притулок хазарським торговцям та ремісникам, що втекли з Хазарського каганату після її розгрому київським князем Святославом. У 968 році Хайсам спільно з Ібрагімом ібн Марзубана ад-Дейлемі Саларідом виступив на Ширван. Було пограбовано значні території. Ахмад I, лише відкупившись від Саларіда, зумів припинити війну. Тоді Хайсам втік до ал-Маскат, де знайшов підтримку Ахмада, дербентського еміра. Той зажадав від ширваншаха поступитися Хайсамові частиною держави. Ал Ахмад I відкинув цю вимогу. У відповідь дербентський емір спільно з Саріром здійснив похід на Ширван і здобув приступом фортецю Шабаран. Але згодом сарірці погиркалися з еміром, влаштувавши в Дербенті грабунки. Це суттєво послабило супротивника ширваншаха.
Надалі намагався зберігати мирні стосунки з сусідами, приділяючи увагу зміцненню фортець та відновленню господарства. Помер 981 року. Владу успадкував син Мухаммад.